# Alexandre-Eugène Bouët
Pour les articles homonymes, voir Bouet.
Alexandre-Eugène Bouët, né le 6 décembre 1833 à Bayonne et mort le 19 avril 1887 dans le 8e arrondissement de Paris, est un général et administrateur colonial français.

## Biographie
Admis à l'école de Saint-Cyr en 1852, il intègre l'infanterie de marine à sa sortie deux ans plus tard.
Promu colonel en 1875, il est nommé commandant militaire de la Guyane française en 1877. Il y exerce la responsabilité de gouverneur par intérim dès la même année après le départ du colonel Loubère, puis à nouveau du 3 août au 31 décembre 1879 durant le proconsulat du capitaine de vaisseau Huart. Après son retour en métropole, le colonel Bouët sert comme chef de corps du 4e régiment d'infanterie de marine de 1880 à 1884.
Après avoir été promu général de brigade, il est successivement adjoint à l'inspecteur général de l'infanterie de marine en 1882-1883 puis commandant supérieur des troupes en Cochinchine de 1883 à 1885. Chef des troupes engagées au Tonkin (1883), il y combat avec succès les Pavillons Noirs, mais ne s'entend pas avec le commissaire de la République Jules Harmand qui le renvoie en métropole en 1885. Il est ensuite employé à nouveau en qualité d'inspecteur général adjoint des troupes de l'infanterie de marine jusqu'à sa mort.
Le général Bouët avait été nommé successivement chevalier de la Légion d'honneur en 1857, officier en 1879 et enfin commandeur du même ordre en 1884.
Ses obsèques ont lieu à l'église Saint-Louis-d'Antin.

## Distinctions
- Commandeur de la Légion d'honneur (décret du 8 juillet 1884).